# ズルワーン教
ズルワーン教（ずるわーんきょう）は、ゾロアスター教の滅びた分派。ズルワーン神を崇拝する宗教。ズルヴァーン主義、拝時教、ゾロアスター教ズルワーン派などとも呼ばれる。 

## 概要
一般的にはサーサーン朝ペルシアの国教はゾロアスター教であるとされている。しかし現代に伝わる（二元論的な）ゾロアスター教と、同時代外国語資料に現れるサーサーン朝の宗教にはずれがあり、後者はズルワーン主義（ズルワーン教、ズルワーン派）と呼ばれる
ゾロアスター教に関する資料は以下の3時代に偏って存在する
- 原ゾロアスター教時代（紀元前1000年前後数世紀） - 原始教団によって保存され、6世紀に文字化された『アヴェスター』（アヴェスター語）
- ゾロアスター教ズルワーン主義時代（3～5世紀） - 外部資料（パフレヴィー語・アルメニア語・シリア語・アラビア語）とわずかな内部資料（ペルシア語）
- 二元論的ゾロアスター教時代（6～10世紀） - 豊富なパフレヴィー語資料

このうち原ゾロアスター教研究は未だ安定段階に達しておらず、ズルワーン主義についても内部資料が少ないため正確なことは分かっていない。ゾロアスター教ズルワーン主義と二元論的ゾロアスター教には次のような差があると考えられている
|        | 3～5世紀のゾロアスター教ズルワーン主義                                    | 6～9世紀の二元論的ゾロアスター教              |
| ------ | ------------------------------------------------------------------------- | --------------------------------------------- |
| 最高神 | 時間の神ズルワーン                                                        | 善神オフルマズド 悪神アフレマン               |
| 宇宙論 | ズルワーンから善神オフルマズドと悪神アフレマンが自然発生 悪神が善神に挑む | 悪神が善神の王国に侵入                        |
| 神々   | アマフラスパントらが善神に助力 悪神も7悪魔で対抗                          | アマフラスパントやミスラ神が善神に助力        |
| 二元論 | 善は精神界・物質界双方に宿る 悪は物質界のみ                               | 善悪が物質界・精神界双方で対峙                |
| 人間論 | 善神により創造 死ぬことで悪魔を滅却する悲劇的存在                         | 悪との闘争のため善神が創造 最終的に勝利する   |
| 終末論 | 善悪の闘争はすでに決着済み 人間は悪の要素と心中し、最終的な復活がある     | 善が悪を圧倒・封印 宇宙と人間は幸福に包まれる |

ズルワーンは、「無限なる時間（と空間）」「アカ（一つの、唯一の）物質」「運命」「光・闇」の神。語源はアヴェスター語「時間」「老年」を意味する「zruvan-」。サンスクリット単語の「サルヴァ」（sarva）と関係し、どちらも一元論的な神を記述する上で同様の意味領域を持つ。ラテン文字表記は、中世ペルシア語では「Zurvān」、「Zruvān」、「Zarvān」など、標準化された発音では「Zurvan」となる。
ズルワーン主義におけるズルワーンは、「双子の兄弟」、善神オフルマズド（アフラ・マズダー）と悪神アフレマン（アンラ・マンユ）の親。性を持たず（中性）、感情を持たず、善悪どちらにも傾かない中立的な創造神。原ゾロアスター教ではアフラ・マズダーが超越的な創造神で、スプンタ・マンユとアンラ・マンユの二柱が双子とされていた。
ズルワーン主義はサーサーン朝期（226年-651年）に国家承認を受けたが、10世紀には滅亡していた。サーサーン朝期のズルワーン主義はヘレニズム哲学から影響を受けていた。
ゾロアスター教が最初にヨーロッパに到達したとき、一元論的宗教だとみなされた。これは学者や現代ゾロアスター教徒からも異論の多い言明だが、ズルワーン主義に対して非ゾロアスター教徒が評価を加えた最初の例となる。

## 主な史料
内部資料 - ゾロアスター教徒による資料
- ペルシア語史料
  - カルティールによる碑文 - 「ゾロアスターのカアバ」
  - ミフル・ナルセフによるゾロアスター教改宗勅令 - ズルワーン主義者による唯一の同時代史料
- パフラヴィー語史料
  - 『メーノーグ・イ・フラド』（9世紀）
  - 『「ザートスプラム」選集』（9世紀） - ズルワーン主義の存在を証言する最後のゾロアスター教文書
  - 『デーンカルド』（10世紀）9.30 - 後世のペルシア語批評書に残された唯一のズルワーン主義に対する言及
- 『ウラマー・イェ・イスラーム』（13世紀頃） - 明らかにゾロアスター教徒の手によるペルシア語文献。ズルワーン派の双子の父の教義に関して外国人がする話

外部資料 - 非ゾロアスター教徒による資料
- ロドスのエウデモス『神学の歴史』（4世紀） - ズルワーン主義の存在を示す最古の証拠。空間・時間を、敵対関係にある光のオロマスデスと闇のアリマニウスの『父』とみなすペルシアの教派について記述。『第一の諸始原についてのアポリアと解』（ダマスキオス、6世紀頃）に引用されている[3]
- キリスト教アルメニア語・シリア語資料 - ズルワーン主義について知られていることの大部分はこれらの資料による。サーサーン朝の宗教を明らかにズルワーン主義的なものとして描いている
  - アルメニア人コルブのエズニク『異端反駁』（5世紀）
  - アルメニア人エリシュー・ヴァルタペト『ヴァルダンとアルメニアの歴史』（5世紀）
  - シリア人ヨナンナーン・バル・ペンカイェー『世界年代記』（7世紀後半） - ネストリウス派修道士
  - シリア人テオドル・バル・コーナイ『注釈の書』（8世紀） - ネストリウス派主教
  - アルメニア人トヴマ・アルニツル『アルツルニ家の歴史』（900年ごろ）
- パフレヴィー語文献
  - マニ『シャープーラカーン』（3世紀）
- シャフラスターニー『アル・ミラル・ワ・ン・ニハリ』（12世紀）

参考
- 『アヴェスター』 - ゾロアスター教の聖典。原ゾロアスター教の口伝をまとめた書物。ズルワーンが抽象的な目立たない神として2度登場するが、教派形成の証拠はない[4]
  - 『ヤスナ』（72.10） - 大気と風（ワータ・ワユ）と共にズルワーンへの祈りがささげられている
  - 『ヤシュト』（13.56） - 時間がアフラ・マズダとアンラ・マンユの意思によって定まるのと同様にして植物が成長すると記されている
  - （『ヴェンディダード』） - ズルワーンに言及するも、後代に正典に付け足されたもので、ズルワーン主義の存在を証言していない。ヤザタ一覧にもズルワーンが登場しない
- サーサーン朝期のゾロアスター教資料 - ズルワーン信仰の痕跡が見いだせない。これは個々のサーサーン朝君主が必ずしもズルワーン主義者ではなく、聖典編纂期にマズダ主義が優勢だったからだとゼーナーが主張した[5]

## 歴史

### 起源と背景
ゾロアスター教の教義には、「双子の兄弟」、悪しき霊「アンラ・マンユ」と善なる霊スプンタ・マンユ（後にアフラ・マズダと同一視）が登場した。彼らが「双子の兄弟」なら「父」がいなければならない。そこで聖職者たちはズルワーンを「そこから双子が生まれてくるありうる唯一の『絶対者』」に同定した。
ズルワーンが元はイラン神話の神なのか、異国の時間の神（ギリシアのクロノス）を輸入したのかは分かっていない。ズルワーン教の起源には以下の説がある
- アケメネス朝後期の信仰形式自由化により生じたゾロアスター教の分派[8]
- ズルワーンは後にゾロアスター教に統合されるゾロアスター教以前の神の一柱[9]
- ゾロアスター教とバビロニア・東ローマの宗教との接触の産物[10]

ズルワーン教はゾロアスター教の分派であること、その教義は聖典の矛盾を解消するために聖職者たちが考え、アケメネス朝後期に導入されたことに関しては広く受け入れられている。
二元論的な教義はサーサーン朝以前からあり、ズルワーン主義が二元論であるという前提で、ゼーナー（1961）は以下の主張を行った。マギ組織は、ザラスシュトラにより創設された。彼らはザラスシュトラの真の言葉である（と彼らがみなした）厳格な二元論に専心する熱狂的少数派だった（一方「教会」には正統派集団がいたに違いない）。実際、アリストテレスらギリシア人著述家は、マギがオロマスデスとアレイマニオスという二つの独立した原理の二元論的教義を有していたと記した。アケメネス朝崩壊はゾロアスター教にとって破滅的だったが、崩壊後600年程の間、マギ達がザラスシュトラの教え（に近いもの）を実践・保持した。そうでなければ多神論化した『ヤシュト』より後の6世紀頃、二元論が再生したことを説明できない。そのためサーサーン朝の方針は、ガーサーの精神と同一だが、遠く離れていて近づきがたい神に伴う極端な二元論はゾロアスター教の訴求力を弱めた。その意味でのみズルワーン主義は異端的である。アケメネス朝末期のゾロアスター教（自然現象の多神論的合理化）より、ザラスシュトラの教えに近いズルワーン主義が異端視されたことは注目すべきだ。ゾロアスター教の「双子の魂」の教義をもたらす古典的ズルワーン主義の根本的目的は、極端だが全くの見当違いではなかった。

### 勃興と受容

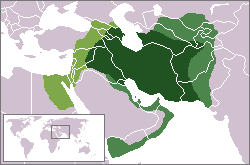
サーサーン朝の最大版図（610年頃）

ズルワーン主義はサーサーン朝（226年－651年）までに確立され、王室の保護を受けた。ズルワーン主義はサーサーン朝皇帝シャープール1世（在位241年 - 272年）時代に発展期を迎え、おそらくこの時期にギリシア哲学・インド哲学が導入された。
サーサーン朝期のズルワーン主義と二元論的ゾロアスター教が別組織に所属していたのか、同一組織の中に二つの傾向があったのかは分かっていない。両者の関係について次のような説が提唱されている。
| 提唱者                       | ズルワーン主義     | 二元論               | 備考                           |
| ---------------------------- | ------------------ | -------------------- | ------------------------------ |
| アルトゥール・クリステンセン | サーサーン朝の国教 | イスラム征服後に台頭 | 同時代キリスト教徒の文献による |
| メアリー・ボイス             | ペルシア人が信仰   | パルティア人が信仰   |                                |
| ヴィデングレン               | パルティア人が信仰 | ペルシア人が信仰     |                                |
| リチャード・フライ           | 上流階級が信仰     | 一般階層に信仰       |                                |

ボイスの説によればズルワーン主義の盛んだった地域はアルメニア・シリア・バビロニア・ギリシアに近く、アルメニア語・シリア語史料に見られるゾロアスター教がズルワーン主義的である理由や、ギリシア・バビロニアがズルワーン主義に強い影響を与えた理由も説明できる（以下の教派を参照）。
マズダ主義とズルワーン主義が教勢拡大のため競い合ったという話はキリスト教・マニ教の論述家の著作にみられるが、教義上の齟齬がさほど極端ではなかったので帝国教会の幅広い後援の下で調停されることは不可能であった。
シンクレティズム的世界宗教・マニ教を開いたマニ（216年 - 277年）は、ペルシア王シャープールに史上初のパフレヴィー語文献『シャープーラカーン』を献上したとされる。この中では善の最高神ズルワーン、悪の最高神アフレマン、善の第一の戦士オフルマズドなどが言及され、初期のズルワーン主義の発展が垣間見える。ただし、ズルワーン主義と異なり明確な二元論を採っているともされる。
4世紀サーサーン朝のキリスト教殉教者プサイは、ズルワーン主義者によって迫害されたと伝えられている。
皇帝アルダシール2世（在位379年 - 383年）は娘にズルワーン・ドゥフト（ズルワーンの娘）と名付けており、ズルワーン信仰の影響がうかがえる。また、410年頃-460年頃にサーサーン朝の大宰相を務めたミフル・ナルセフも息子にズルワーン・ダード（ズルワーンに創造された者）と名付けており、後述の改宗勅令からもズルワーン主義者であったとみられている。
441年 - 449年、アルメニア王国を占領したミフル・ナルセフにより、アルメニア人キリスト教徒へのゾロアスター教改宗勅令（『始原から終末に至るまで世界の本質と人間の霊魂に関する解説』）が下された。この勅令は複数のシリア語・アルメニア語資料に記録され、ズルワーン主義の神話について多くの情報を残している。なお、同時代資料であるアルメニア訳にはザラスシュトラ（ゾロアスター）に関する記述が一切載っておらず（13世紀のアラビア語訳には付加されている）、ズルワーン主義とゾロアスター教を峻別する見方もある。
6～8世紀に書かれたアラビア語古詩には、バタバタと独特な歩き方をしながら、ズーンなる偶像神に牛を捧げ、熱心に祈るメソポタミアのゾロアスター教神官の姿が描写されている。ズーンとはアラビアで信仰された魚の神、またはズルワーンがアラビア語で省略された形であるとみられる。いずれにしろペルシア的ゾロアスター教とはかなり異なる「メソポタミア的ゾロアスター教」が信仰されていたと思われる。他にも各地に独自の宗教が存在したと考えられ、ペルシア州の官団を頂点にアーリア人の諸宗教をゾロアスター教の名で緩やかに統合していたとする説もある。

### 衰退と滅亡
7世紀のサーサーン朝滅亡に伴い、権力の後ろ盾を失ったゾロアスター教は、ザラスシュトラがガーサーに定めた教えに回帰していった。10世紀までに、ゾロアスター教ズルワーン主義は消滅し、二元論的ゾロアスター教が後世に伝わった。 その理由については以下の説が唱えられている。
| 提唱者         | 主張 | 備考・出典       |
| -------------- | --- | ---------------- |
| クリステンセン | イスラム教侵入を機に、正統派を強化すべくゾロアスター教の計画的改革が起きたため | [ 20 ]           |
| ゼーナー       | 多くの人に耐え難い極端に厳密な正統派的慣行を有していたため 預言者の言葉を二元論的に解釈し、その神は全知全能からは程遠く、訴求力も神秘的要素も持たなかったため                             | [ 6 ]            |
| ボイス         | ズルワーン主義は早期にイスラム化した南部・西部（ギリシアの影響が強い地域）で顕著だったため 二元論的ゾロアスター教の盛んな北部・東部（ザラスシュトラ出身地に近い州）ではイスラム化が遅れた | マニ教史料による |

デュシェーヌ=ギユマンによれば、「ホスロー2世(590年-628年)や彼の後継者の治下にはあらゆる種類の迷信がマズダ主義を席巻する勢いであり、マズダ主義は徐々に崩壊し、イスラームの大勝利の準備となった」。そのため「ムスリムの支配下の一般的な道徳として生き残ったのはマズダ主義ではなかった。それがズルワーン派運命論だったことはペルシア語の史料がよく証言している」としている。これはゼーナーと同じ説でもある。彼は、フェルドウスィーが『シャー・ナーメ』で「一般的なズルワーン派の教義の縮図とみられるものを詳説した」ことに着目している。ゼーナーとデュシェーヌ=ギユマンによれば、ズルワーン主義の悲観主義的運命論はペルシア人の精神を形成し、サファヴィー朝期のシーア派哲学に繋がった。
ゼーナーとシャーキーによれば、9世紀の中世ペルシア語文献でズルワーン主義者は「ダーリ（dahr）」と呼ばれる。後代にこの言葉は「無神論者」・「唯物論者」への蔑称となった。「ダーリ」はさらに（懐疑主義者を指す他の言葉とともに）『デーンカルド』（3.225）や『Skand-gumanig wizar』に現れる。
10世紀、ズルワーン主義創造論は中世ゾロアスター教徒にとって背信だった。『デーンカルド』の『ヤスナ』（30.3-5）注釈では、ズルワーン主義が預言者の言葉とみなした「オフルムズドとアフレマンが両方とも一つの子宮の中にいた」ことを、「嫉妬の悪魔が人間に宣言したこと」であるとした。ゼーナーは『デーンカルド』のこの一節を『ヤスナ』(30)に対する独創的誤解とみなした。

## 教義
ズルワーン主義の「双子の兄弟」の教義はその宇宙進化論的創造神話に見出せる。古典的ズルワーン主義の神話は、マズダ主義的な宇宙の起源・進化モデルと矛盾しない。マズダ主義モデルはズルワーン主義モデルが終わるところで始まる。キュモンとシュレーダーによれば、ズルワーン主義宇宙進化論は先行するヘレニズムのクロノス（ティターン神族でゼウスの父クロノスとは異なる）の宇宙進化論を改造したものである。ギリシア人は「時間の父」クロノスと「オロマスデス（オフルムズド、アフラ・マズダ）」を同一視していた。
5世紀のゾロアスター教改宗勅令に見えるズルワーン主義神話は次のようなものであった（ここでは『ウラマー・イェ・イスラーム』（13世紀）を軸に、5世紀～8世紀に書かれたシリア・アルメニア資料を参考にしつつ記述する）。
時間による世界創造
最初に時間の神ズルワーンのみが存在した。ズルワーンは水（または奉納物?）と火を創造し、両者を合わせて善神オフルムズド（アフラ・マズダー）を生じさせた。また何らかの方法でオフルムズドの双子・悪神アフレマン（アンラ・マンユ）が生じた（自然発生?）。双子はズルワーンの内部から誕生した。オフルムズドは天界と精神界（メーノーグ）的存在を創った。その後ズルワーンを主としたがオフルムズドは、有限時間12000年のうち最初の3000年間に人間を含む物質界（ゲーティーグ）の存在を創った。ズルワーンの援護を受けたアフレマンはオフルムズドの被造物を攻撃するが、オフルムズドの軍勢に撃退され、地獄に雌伏する。
オフルムズドとアフレマンの戦い
次の3000年でアフレマンが7大悪魔と共にズルワーンの援護を受けて再びオフルムズドの被造世界に侵入し、物質界の存在を汚染する。しかし、アフレマンらは精神界的存在に捕まり、地獄に閉じ込められた。こうして善悪の戦いは決着がついた。
人間の時代
人間は本来オフルムズド的な存在だがアフレマンに影響された悪魔的性質も持つ。第3の3000年間に天界が回転し、昼夜が生まれる。様々な統治者が入れ替わり、預言者ザラスシュトラの時代になると『アヴェスターとザンド』が書かれ、人類の4分の1がゾロアスター教を受容する。以降も支配者が交代するが、ゾロアスター教は残り続ける。
終末論
有限時間12000年が満了すると、特に何も起こらずに世界は終わる。人間の肉体は悪に汚染されているので死んで4元素（風水土火）に戻り、悪魔の要素を無効化する。これが人間の意義である。霊魂は天国・煉獄・地獄へ行く。その後、人間は浄化された肉体と霊魂が結び付き、復活する。
キリスト教徒やマニ教徒は、こういった神話が典型的なゾロアスター教と思い、西洋に初めて紹介されたのもこれらに近い文書であった。アブラアム・ヤサント・アンクティル・デュペロンによる『ヴェンディダード』（19.9）の「誤訳」に確証され、18世紀後半には、無限なる時間がゾロアスター教の第一原理であり、オフルムズドは「派生的・二次的な存在」にすぎないという結論をもたらした。皮肉にも、ズルワーン誕生を示唆するゾロアスター教神話がないことは、本来の原理が後の時代に崩壊した証拠とみなされた。ゾロアスター教は強く二元論的であるから実際は二神論だとか、あるいは三神論であるという意見も19世紀後半まで存在した。
これが10世紀の『ブンダヒシュン』になると次のように変化する。
- 善神オフルマズドは光に、悪神アフレマンは闇に最初から存在した。両者の間には空間（ヴァーユ）があった
- 時間は善神の被造物である
- 最初の3000年間、両者に接点がなかったが、善神は悪神を無力化すべく、9000年の時間を設けて戦いを挑む

ズルワーンはオフルマズドに吸収され、オフルマズドとアフレマンは初めから存在したことになっている。また、時間の神ズルワーンが消えたことで影の薄かった空間の神ヴァーユが善悪を分かつものとして登場している。この段階では往年のアフラ・マズダーやズルワーンのような善悪の起源としての最高神は消滅し、対等な善神と悪神が戦うという真の意味で二元論的なものに教義が変化している。

## 教派

### 古典的ズルワーン主義
古典的ズルワーン主義（英:Classical Zurvanism）はゼーナー（1955, intro）が作った術語。ザラスシュトラが『アヴェスター』（30.3-5、『ヤスナ』） に記した「双子の魂」の矛盾を解消しようとする運動。ゼーナーは、この「本来のズルワーン主義」を「ゾロアスターが解決せずに残した双子の魂の謎を解明しようとしている点で真にイラン的・ゾロアスター的」であるとした。
ゼーナーによれば、ズルワーン主義の教義は以下の3学派に分かれ、異教哲学の影響度合いもそれぞれ異なっていた。以下の3学派はいずれも「古典的」ズルワーン主義を基礎としていた。

### 美学的ズルワーン主義
美学的ズルワーン主義は、ズルワーンは未分離な時間であり、欲望の影響下で理性(男性原理)と情欲(女性原理)に分けられると考えた。唯物論的ズルワーン主義に比べ人気は低かった。
デュシェーヌ=ギユマンによれば、この分離は「グノーシス主義か―よりありそうなこととして―インド宇宙論のにおいがする」という。ヴィデングレンは、『リグ・ヴェーダ』(10.129)のプラジャパティとズルワーンとの類似は原インド・イランのズルワーンに遡ると証言しているが、こういった主張は後に放逐された。しかし、ヴェーダ聖句中にはズルワーン主義的なものがあり、ゼーナーが提起したように「インド人にとって時間は素材、あらゆる偶然的存在の「第一質料」である」。

### 唯物論的ズルワーン主義
唯物論的ズルワーン主義は、ゾロアスター教の教理（天国・地獄、賞罰を含む）・霊的世界の存在を否定する思想。アフラ・マズダーが意志をもって無から万物を創造したという原ゾロアスター教に挑戦している。アリストテレス・エンペドクレスの「物質」観に影響を受けた異教的思想で、「非常に奇妙な形式」をとっている。 
精神界・物質界の基本的区別は『アヴェスター』と全く無関係ではないが（「ゲティ」と「マンユ」、中世ペルシア語の「メーノーグ」はマズダ主義で使われた術語で、アフラ・マズダーは天地創造の際、先に霊的な、後に物質的なものを作ったとされる）、唯物論的ズルワーン主義では精神界が、「（まだ）物質を持たないもの」、あるいは「まだ形を成していない原初の物質」と再定義され、アリストテレスの質料の概念と一致させられた。ただ、これも必ずしも正統派ゾロアスター教に悖るというわけではない。ヴァーユ神はオルムズドとアフレマンの中間に存在し、空間が光と闇の両王国を分け隔てているからである。

### 運命論的ズルワーン主義
運命論的ズルワーン主義は、有限の時間において、物質界の運命は星の運行のように変えられないとする考え。人間の運命は、善（黄道十二星座の宮）・悪（惑星）に分けられる星座・恒星・惑星によって決まる。「オフルマズドは幸福を人間に割り当てたが、人間がそれを受け取らなければ、これらの惑星の強奪に遭うことになる」としていた。
運命論的ズルワーン主義はカルデア占星術やアリストテレスの偶然と幸運の理論から影響を受けていると考えられる。アルメニア・シリアの註釈家が「ズルワーン」を「運命」と訳したのは示唆に富む。
運命論的ズルワーン主義の悲観主義は、本質的に楽天主義的なマズダ主義と相容れず、ザラスシュトラ最大の宗教哲学的功績とみなされた自由意思の概念に反する。『ヤスナ』（45.9）において、アフラ・マズダーは善悪の選択を「人間の意志に委ねた」 が、運命の手に定めを委ねることで、ズルワーン主義はゾロアスター教の教理で最も尊重されるべき善い思考、善い言葉、善い行いの効力という教理から距離を置いた。 

## ズルワーンの親類（他の神話において）
ほとんどの神話ではズルワーンの母にして炎の女神アン・ナールの存在が信じられた。彼はヒンドゥー教の女神パルヴァティをも愛していた。ズルワーンの誕生後、アン・ナールは子供を生んだことが原因で死んだ。 
R・C・ゼーナーは著書『ズルワーン』初版で、ミトラ教の獅子面の神をズルワーンのヴァリエーションとみなした。後に彼は論証段階でこれは「疑いなく間違いだ」と認めた。獅子面の神は悪しき神アフレイマニウス（アフレマン）のヴァリエーションである。しかし、それでもゼーナーがフランツ・キュモンに帰した、様々なウェブサイトで増殖している誤謬を止めることはできなかった。